# Fantasy (盧巧音專輯)
《Fantasy》是香港歌手盧巧音的第五張錄音室專輯，於2001年7月19日推出。

## 介紹
與前作《Muse》相隔不足一年的新專輯，監製班底延續曾在前作合作的梁翹柏，並充滿濃厚的電子音樂風格。
專輯收錄包括第一主打〈刀槍不入〉等總共11首新歌，當中6首由盧巧音本人親自作曲。
2009年，專輯作為「最愛經典系列」唱片之一復刻限量重新發行。

## 曲目
1. 刀槍不入
2. 生於和平區
3. 無痛分手
4. 吶喊
5. 一個人在途上
6. 風鈴
7. 無題
8. HELLO吉蒂
9. 女吸血鬼的情歌
10. 半本通書
11. 去你的婚禮

## 資料來源
1. ↑  . 網易娛樂. 2002-09-26  [2021-06-22]. （原始内容存档于2020-11-23） （中文（中国大陆））.
2. ↑  . 網易音樂. 2001-08-05  [2021-06-22]. （原始内容存档于2021-06-24） （中文（中国大陆））.
3. ↑  . Yesasia.   [2021-06-22]. （原始内容存档于2021-06-28） （中文（香港））.